# Обыкновенные игрунки
Обыкновенные игрунки, или мармозетки (лат. Callithrix) — род приматов из семейства игрунковых. Роды шёлковые игрунки (Mico) и  чернохохолковые игрунки (Callibella) ранее входили в состав рода обыкновенных игрунок в качестве подродов. Шёлковые игрунки от обыкновенный игрунок отличаются морфологией зубов и географическим распространением; обыкновенные игрунки обитают в Южной Америке близ берегов Атлантического океана, тогда как шёлковые игрунки населяют тропический лес Амазонки. Чернохохолковые игрунки отличаются не только морфологией зубов, но и размерами тела (обыкновенные игрунки больше чернохохолковых).

## Виды
Названия приведены в соответствии с АИ
- Обыкновенная игрунка (Callithrix jacchus)
- Черноухая игрунка (Callithrix penicillata)
- Игрунка Куля (Callithrix kuhlii)
- Игрунка Жоффруа (Callithrix geoffroyi)
- Хохлатая игрунка (Callithrix flaviceps)
- Пушистоухая игрунка (Callithrix aurita)